# Полиоркетика
Полиорке́тика (греч. Πολιορκητικά — искусство осады городов) — область военного искусства античности.
Античные авторы оставили множество сочинений по полиоркетике, а также инструкции по изготовлению различных механизмов и их применению при осадах городов, крепостей и тому подобного. К основным трудам могут быть отнесены:
- Марк Витрувий Поллион. Десять книг об архитектуре. — М., 1936.
- Аноним Византийский. Инструкции по полиоркетике // Вестник древней истории. 1940, № 3—4.
- Аполлодор. Полиоркетика[2] // Вестник древней истории. 1940, № 3—4.
- Афиней Механик. О машинах // Вестник древней истории. 1940, № 3—4.
- Флавий Вегеций Ренат. Краткое изложение военного дела // Вестник древней истории. 1940, № 1.
- Аппиан. Митридатовы войны. Сирийские дела // Вестник древней истории. 1946, № 4.
- Эней Тактик. О перенесении осады // Вестник древней истории. 1965, № 1-2.
- Плутарх. Об удаче и доблести Александра // Вестник древней истории. 1979, № 4; 1980, № 1.
- Корнелий Непот. О знаменитых иноземных полководцах. Из книги о римских историках. — М., 1992.
- Арриан. Поход Александра. — 2-е изд. — СПб., 1993.
- Квинт Курций Руф. История Александра Македонского. С приложением сочинений Диодора, Юстина, Плутарха об Александре. — М., 1993.
- Ксенофонт. Анабасис Кира. — 2-е изд. — М., 1994.
- Секст Юлий Фронтин. Военные хитрости: Стратегемы. — СПб., 1996.
- Полиэн. Стратегемы. — СПб., 2002.